# Мініатюрист (роман)
«Мініатюрист» — дебютний роман англійської акторки та письменниці Джессі Бертон 2014 року. Міжнародний бестселер, що опинився у центрі війни між видавцями на Лондонському книжковому ярмарку 2013 року. Дія роману розгортається в Амстердамі у 1686–1687 роках, і його надихнув ляльковий будинок Петронелли Ортман, виставлений у Державному музеї (Амстердам). У кожному разі це не біографічний роман. 2022 року вийшло продовження, роман «Будинок удачі».

## Синопсис
У Нідерландах 1686 рік. Неллі (Петронеллі) Ортман 18, вона живе в маленькому містечку. Її покійний батько розтринькав сімейне багатство, і вона укладає шлюб за домовленістю з 39-річним Йоганнесом Брандтом, багатим шанованим амстердамським купцем. Проста церемонія відбувається в її рідному місті, і того ж дня Йоганнес повертається до Амстердама; шлюб не був консумований.
Через місяць, згідно з домовленістю, Нелла їде до нього додому в Амстердам, щоб приєднатися до нього. Його немає, коли вона приходить, але вона зустрічає інших членів домогосподарства. Марін — його сувора неодружена сестра. Корнелія — покоївка, трохи старша за Неллу, енергійніша за сільських покоївок. Отто, слуга й бізнес-помічник Йоганнеса, віком близько 30 років, на подив Нелли, африканець.
Життя Нелли стає важким, і є речі, які вона не розуміє: напруга між Йоганнесом і Марін; звуки руху вночі. Це будинок, де люди підслуховують за дверима і підглядають у замкові щілини. Нелла шпигує в кімнаті Марін і знаходить непідписану любовну записку, надіслану їй. Йоганнес зазвичай перебуває поза межами країни або за кордоном; він відкидає турботу Нелли. Але дарує їй чудовий подарунок: будиночок, моторошну копію будинку, в якому вони живуть. Їй дають щедрі кошти, щоб купити більше речей для цього будиночка, і вона замовляє деякі речі в мініатюриста. Замовлення доставляє Джек Філіпс, красивий молодий чоловік з Англії, якого Йоганнес, здається, знає.
Одного разу Нелла, намагаючись зблизитися з чоловіком, несподівано приходить в його офіс і застає його за оральним сексом з Джеком. Марін зізнається, що знала про це і влаштувала шлюб, тому що коханців захищає дружина, адже покаранням за содомію є смерть через утоплення. Пізніше, поки Йоганнес за кордоном, Джек доставляє ще один пакунок від мініатюриста. У сварці, що виникла, він вбиває одну з улюблених собак Йоганнеса, а в бійці з Отто отримує удар власним кинджалом. Хоча травма несерйозна, Отто, побоюючись правових наслідків, тікає з країни.
Зараз Йоганнес займається важливою комерційною справою — продажем великого запасу цукру, що належить Францу та Агнес Меерманс. У молодості Йоганнес і Франц були рівними й працювали в скарбниці. Франц був закоханий у Марін, але його пропозицію шлюбу дівчина відхилила. Це було самостійне рішення Марін, але Франц вважає, що Йоганнес заборонив шлюб. Тепер Йоганнес перевершує його статусом і багатством, і продаж є фінансово важливим для Меерманів. Це також важливо для Йоганнеса, статки якого, здається, зменшилися, але, виглядає, що він не приділяє цьому всю свою увагу. Меермани йдуть на склад, де зберігається їхній цукор, щоб перевірити його – і натрапляють на Йоганнеса, який займається сексом із чоловіком біля стіни складу. Чоловік — Джек; він стверджує, що його змусили підкоритися. Франц подає звіт до органів влади. Йоганнеса заарештовують, судять і засуджують до страти.
Кілька місяців Марін приховувала, що вагітна. Коли приходить час, вона відмовляється мати акушерку, щоб зберегти пологи в таємниці. Нелла і Корнелія навідують її, часто не знаючи, що робити. Пологи надзвичайно болючі, і незабаром Марін помирає. Нелла припускає, що батько дитини Франц, але зрозуміло, що дитина — дочка Отто. Через три дні після смерті Марін Йоганнеса страчують. Отто повертається, щоб побачити свою дитину. Нелла продає цукор кондитеру, дружина якого є давньою подругою Корнелії. У будинку починається новий етап життя.
Під час усіх цих подій Нелла спілкується з таємничим мініатюристом, у якого замовляє речі для лялькового будиночка. Спочатку мініатюрист надсилає Неллі речі, які вона замовила, твори витонченої майстерності, але незабаром починає надсилати незамовлені речі. Вранці на порозі знаходять пакунки, зокрема записки з невеликими передбаченнями або приказками. Він надсилає, неочікувано, колиску. Інші речі свідчать про глибоке, дивовижне знання будинку та його мешканців. Наприклад, на фігурі Марін видно, що її строгий одяг підбитий хутром, секрет, який розповіла Неллі Корнелія. Пізніше фігура має вигляд вагітної жінки. Нелла виявляє, що мініатюрист — це жінка, яка пильно спостерігає за нею в громадських місцях, але зникає, коли вона намагається до неї підійти. Вона ставить собі питання: «Ці твори є відлунням чи передвістям – чи просто щасливою здогадкою?» Пізніше вона думає: «За мною стежили й охороняли, навчали й насміхалися... Я думала, що вона краде моє життя, але насправді вона відкрила його відсіки й дозволила мені зазирнути всередину». Вона дізнається, що мініатюристка відіграє схожу роль у житті інших жінок, але справжня природа її сили залишається загадкою.

## Історія

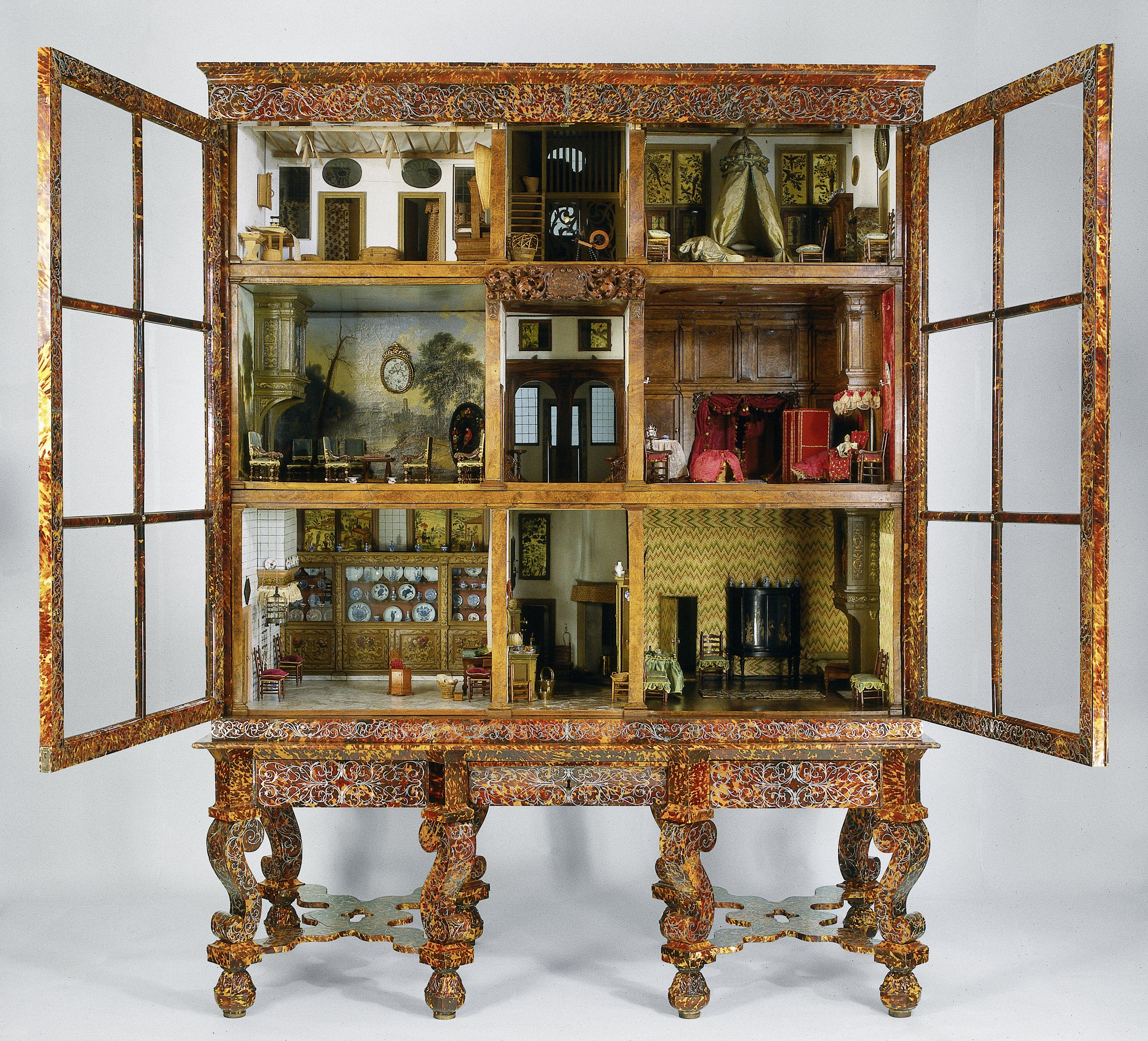
Ляльковий дім, який став натхненням для роману

Джессі Бертон, яка вивчала англійську літературу в Оксфордському університеті, перш ніж розпочати акторську кар’єру, писала роман упродовж чотирьох років, а забезпечувала себе працюючи акторкою та особистою асистенткою у лондонському Сіті. Ця ідея спала їй на думку під час відпустки в Амстердамі, де вона побачила ляльковий будинок Петронелли Ортман у Державному музеї Амстердама, і провела широке дослідження Амстердама XVII століття, вивчаючи книги, кулінарні книги, голландські картини Золотої доби, карти та заповіти. Вона скоротила кількість слів зі 120 тис. до 80 тис. після участі в курсі творчого письма у 2011 році, щоб роман краще відповідав маркетингу цільової аудиторії.
Роман потрапив у вир війни видавців на Лондонському книжковому ярмарку 2013 року. З 11 видавців, які змагалися за книгу, видавництво Picador виграло права на книжку у Великобританії та Британської Співдружності націй за шестизначну суму.
Дизайн обкладинки у Великій Британії — це фотографія справжнього мініатюрного лялькового будиночка, створена на замовлення видавництва Пікадор, яка відображає персонажів та елементи роману.

## Історія видання
Станом на 2016 рік продано понад 1 мільйон примірників книжки у 37 країнах.

## Прийняття
Хоча тон і антураж роману отримали схвальні відгуки, деякі рецензенти відзначили поверховість характерів. Огляди The Guardian і Chicago Tribune відзначають, що Нелла більше схожа на світську, феміністську дівчину XXI століття, ніж наївну дівчину XVII століття. Chicago Tribune додає: «[Головні персонажі] складні й суперечливі та переживають жахливі трагедії, але Бертон не дає нам достатньо глибокого погляду в їхню психіку. Я б із задоволенням прочитав ще 100 сторінок, аби зазирнути в голову Йоганеса».

## Нагороди та відзнаки
- 2014 Specsavers National Book Awards: Книга року[8]
- 2014 Specsavers National Book Awards: Новий письменник року[1]
- Переможець «Книги року Waterstones» 2014[9]
- 2015 року роман також отримав номінацію на премію Дезмонда Елліотта[10].

## Екранізація
26 грудня 2017 року BBC One представила двосерійну 2,5-годинну однойменну телевізійну екранізацію роману у Великобританії. Адаптацію написав Джон Браунлоу, режисер – Гільєм Моралес, а спродюсували The Forge спільно з BBC і Masterpiece. Знімання серіалу відбувалося у Лейдені в Нідерландах і Великій Британії. У ньому зіграли Аня Тейлор-Джой у ролі Нелли, Ромола Гарай у ролі Марін, Емілі Беррінгтон у ролі Мініатюристки та Алекс Гасселл у ролі Йоганнеса. Перший епізод переглянули 4.52 млн глядачів, а другий епізод — менш ніж 4,31 млн глядачів.

## Переклад українською
2019 року у видавництві «Віват» вийшов український переклад роману. Перекладачка — Єлена Даскал.

## Зовнішні посилання
- Мініатюрист на сайті IMDb (англ.)